# Foreste di conifere dei Monti Hengduan Shan
Le foreste di conifere dei Monti Hengduan Shan sono una ecoregione globale che fa parte della lista Global 200 delle ecoregioni prioritarie per la conservazione definita dal WWF.. Appartiene al bioma delle Foreste temperate di conifere della regione paleartica. Interessa l'area della Cina sud-occidentale.
Lo stato di conservazione è considerato relativamente stabile.
La regione è inserita fra gli hotspot di biodiversità con il nome Mountains of southwest China

## Territorio
La regione si estende per circa 262.000 km² fra il limite sud-orientale dell'altopiano tibetano e il confine occidentale del bacino del Sichuan. Il territorio si sviluppa principalmente in Cina (provincia del Qinghai, Regione Autonoma del Tibet, provincia del Sichuan e provincia dello Yunnan) interessando marginalmente il nord-est della Birmania (Stato Kachin). La regione comprende l'area dei monti Hengduan, i monti Min, i monti Qionglai, i monti Daxue e i monti Daliang, nonché le valli dei tre grandi fiumi che attraversano questa regione: lo Yangtze, il Mekong e il Saluen. La cima più alta della regione è il Gongga Shan (7.556 m s.l.m.).

### Stati
L'ecoregione interessa 2 paesi:
- Cina;
- Birmania.

### Ecoregioni
L'ecoregione è composta da 3 ecoregioni terrestri:
- PA0509 - Foreste di conifere subalpine dei monti Hengduan
- PA0518 - Foreste di conifere di Qionglai-Minshan
- PA0516 - Foreste di conifere e miste della gola di Nujiang Langcang

## Conservazione
Lo stato di conservazione della regione è considerato relativamente stabile.
Le principali minacce che insistono sulla regione sono dovute ad una popolazione umana in crescita e la conseguente domanda di foreste e prodotti della fauna selvatica per uso medicinale e altri usi. Un pericolo deriva anche dal commercio di costumi etici realizzati con peli di panda rosso e piume dal fagiano di Lady Amherst.